# Olympische Winterspiele 2006/Shorttrack
Bei den XX. Olympischen Winterspielen 2006 fanden acht Wettbewerbe im Shorttrack statt. Austragungsort war die Halle Torino Palavela in Turin.

## Bilanz

### Medaillenspiegel
| Platz | Land                | Gold | Silber | Bronze | Gesamt |
| ----- | ------------------- | ---- | ------ | ------ | ------ |
| 1     | Südkorea            | 6    | 3      | 1      | 10     |
| 2     | Volksrepublik China | 1    | 1      | 3      | 5      |
| 3     | Vereinigte Staaten  | 1    | –      | 2      | 3      |
| 4     | Kanada              | –    | 3      | 1      | 4      |
| 5     | Bulgarien           | –    | 1      | –      | 1      |
| 6     | Italien             | –    | –      | 1      | 1      |

### Medaillengewinner
| Konkurrenz     | Gold                                                                | Silber                                                                                         | Bronze                                                                     |
| -------------- | ------------------------------------------------------------------- | ---------------------------------------------------------------------------------------------- | -------------------------------------------------------------------------- |
| 500 m          | Apolo Anton Ohno                                                    | François-Louis Tremblay                                                                        | Ahn Hyun-soo                                                               |
| 1000 m         | Ahn Hyun-soo                                                        | Lee Ho-suk                                                                                     | Apolo Anton Ohno                                                           |
| 1500 m         | Ahn Hyun-soo                                                        | Lee Ho-suk                                                                                     | Li Jiajun                                                                  |
| 5000 m Staffel | Südkorea Ahn Hyun-soo Lee Ho-suk Oh Se-jong Seo Ho-jin Song Suk-woo | Kanada Éric Bédard Jonathan Guilmette Charles Hamelin François-Louis Tremblay Mathieu Turcotte | Vereinigte Staaten Alex Izykowski J. P. Kepka Apolo Anton Ohno Rusty Smith |

| Konkurrenz     | Gold                                                        | Silber                                                                | Bronze                                                     |
| -------------- | ----------------------------------------------------------- | --------------------------------------------------------------------- | ---------------------------------------------------------- |
| 500 m          | Wang Meng                                                   | Ewgenija Radanowa                                                     | Anouk Leblanc-Boucher                                      |
| 1000 m         | Jin Sun-yu                                                  | Wang Meng                                                             | Yang Yang (A)                                              |
| 1500 m         | Jin Sun-yu                                                  | Choi Eun-kyung                                                        | Wang Meng                                                  |
| 3000 m Staffel | Südkorea Byun Chun-sa Choi Eun-kyung Jeon Da-hye Jin Sun-yu | Kanada Alanna Kraus Anouk Leblanc-Boucher Kalyna Roberge Tania Vicent | Italien Marta Capurso Arianna Fontana Katia Zini Mara Zini |

## Ergebnisse Männer

### 500 m
| Platz | Land | Sportler                | Zeit (s) |
| ----- | ---- | ----------------------- | -------- |
| 1     | USA  | Apolo Anton Ohno        | 41,935   |
| 2     | CAN  | François-Louis Tremblay | 42,002   |
| 3     | KOR  | Ahn Hyun-soo            | 42,089   |
| 4     | CAN  | Éric Bédard             | 42,093   |
| 5     | GBR  | Jon Eley                | 42,497   |
| 6     | JPN  | Satoru Terao            | 42,377   |
| 7     | ITA  | Nicola Rodigari         | 42,398   |
| 8     | BEL  | Wim De Deyne            | 42,883   |

Qualifikation: 22. Februar 2006, 20:17 Uhr 
 Viertelfinale: 25. Februar 2006, 19:30 Uhr 
 Halbfinale: 25. Februar 2006, 20:14 Uhr 
 Finale: 25. Februar 2006, 20:45 Uhr
27 Teilnehmer aus 15 Ländern, davon 23 in der Wertung.

### 1000 m
| Platz | Land | Sportler         | Zeit (min)    |
| ----- | ---- | ---------------- | ------------- |
| 1     | KOR  | Ahn Hyun-soo     | 1:26,739 (OR) |
| 2     | KOR  | Lee Ho-suk       | 1:26,764      |
| 3     | USA  | Apolo Anton Ohno | 1:26,927      |
| 4     | USA  | Rusty Smith      | 1:27,435      |
| 5     | CHN  | Li Ye            | 1:29,918      |
| 6     | CHN  | Li Jiajun        | 1:27,765      |
| 7     | ITA  | Nicola Rodigari  | 1:27,184      |
| 8     | ITA  | Fabio Carta      | 1:27,656      |

Vorläufe: 15. Februar 2006, 19:57 Uhr 
 Viertelfinale: 18. Februar 20:15 Uhr 
 Halbfinale: 18. Februar 2006, 21:16 Uhr 
 Finale: 18. Februar 2006, 21:52 Uhr
26 Teilnehmer aus 17 Ländern, davon 20 in der Wertung.
Da nur zwei Läufer im Halbfinale disqualifiziert worden waren und der Chinese Li Ye wegen Behinderung ins A-Finale vorrücken durfte, stand der Chinese Li Jiajun als einziger im B-Finale. Mit neuem olympischen Rekord gewann Ahn Hyun-soo seine zweite Goldmedaille bei diesen Spielen. Sein Landsmann Lee Ho-suk belegte wie über 1500 Meter erneut den Silberrang. Apolo Anton Ohno, der Silbermedaillengewinner von Salt Lake City 2002 holte sich diesmal die Bronzemedaille.

### 1500 m
| Platz | Land | Sportler         | Zeit (min) |
| ----- | ---- | ---------------- | ---------- |
| 1     | KOR  | Ahn Hyun-soo     | 2:25,341   |
| 2     | KOR  | Lee Ho-suk       | 2:25,600   |
| 3     | CHN  | Li Jiajun        | 2:26,005   |
| 4     | CAN  | Charles Hamelin  | 2:26,375   |
| 5     | HUN  | Viktor Knoch     | 2:26,806   |
| 5     | CHN  | Li Ye            | 2:19,386   |
| 6     | CAN  | Mathieu Turcotte | 2:24,558   |
| 7     | ITA  | Fabio Carta      | 2:24,658   |
| 8     | USA  | Apolo Anton Ohno | 2:24,789   |

Datum: 12. Februar 2006, 19:30 Uhr (Vorläufe), 20:54 Uhr (Halbfinale), 21:53 Uhr (Finale)
28 Teilnehmer aus 16 Ländern, davon 24 in der Wertung.
Die erste Shorttrack-Entscheidung dieser Spiele endete mit einem Doppelerfolg der Südkoreaner. Im A-Finale setzte sich der hohe Favorit und Weltrekordhalter Ahn Hyun-soo gegen seinen Landsmann Lee Ho-suk und den Chinesen Li Jiajun durch. Apolo Anton Ohno, Titelverteidiger von Salt Lake City 2002 und Mitfavorit auf eine Medaille, beging im Halbfinallauf ohne Einwirkung des Gegners einen Fahrfehler und verpasste somit das A-Finale.

### 5000 m Staffel
| Platz | Land | Sportler                                                                                  | Zeit (min)    |
| ----- | ---- | ----------------------------------------------------------------------------------------- | ------------- |
| 1     | KOR  | Ahn Hyun-soo Lee Ho-suk Seo Ho-jin Song Suk-woo (Oh Se-jong)                              | 6:43,376 (OR) |
| 2     | CAN  | Éric Bédard Charles Hamelin François-Louis Tremblay Mathieu Turcotte (Jonathan Guilmette) | 6:43,707      |
| 3     | USA  | Alex Izykowski J. P. Kepka Apolo Anton Ohno Rusty Smith                                   | 6:47,990      |
| 4     | ITA  | Fabio Carta Yuri Confortola Nicola Franceschina Nicola Rodigari                           | 6:48,597      |
| 5     | CHN  | Li Haonan Li Jiajun Li Ye Sui Baoku                                                       | 6:53,989      |
| 6     | AUS  | Lachlan Hay Stephen Lee Mark McNee Elliott Shriane                                        | 7:01,666      |
| 7     | GER  | Thomas Bauer Tyson Heung Arian Nachbar Sebastian Praus (André Hartwig)                    | 7:13,338      |
|       | JPN  | Yoshiharu Arino Takahiro Fujimoto Takafumi Nishitani Hayato Sueyoshi Satoru Terao         | DSQ           |

Erklärung: Die in Klammern aufgeführten Athleten liefen im Halbfinale.
Für sie zählt die gleiche Platzierung wie für die Finalläufer.
Datum: 15. Februar 2006, 21:05 Uhr (Halbfinale), 25. Februar 2006, 21:17 Uhr (Finale)
Insgesamt waren acht Teams am Start. Es wurden zwei Halbfinalläufe mit jeweils vier Teams absolviert. Kanada, die USA, Südkorea und China erreichten als Erst- und Zweitplatzierten das A-Finale. Da die Italiener von den Japanern behindert worden waren, wurde Japan disqualifiziert und Italien durfte ebenfalls ins A-Finale einziehen. Das B-Finale bestritten die beiden verbliebenen Teams aus Australien und Deutschland. Im A-Finale setzten sich erwartungsgemäß die Favoriten aus Südkorea durch. Ahn Hyun-soo gewann hiermit seine dritte Goldmedaille dieser Spiele.

## Ergebnisse Frauen

### 500 m
| Platz | Land | Sportlerin            | Zeit (s) |
| ----- | ---- | --------------------- | -------- |
| 1     | CHN  | Wang Meng             | 44,345   |
| 2     | BGR  | Ewgenija Radanowa     | 44,374   |
| 3     | CAN  | Anouk Leblanc-Boucher | 44,759   |
| 4     | CAN  | Kalyna Roberge        | 46,605   |
| 5     | ITA  | Marta Capurso         | 46,899   |
| 6     | CZE  | Kateřina Novotná      | 55,378   |
| 7     | USA  | Allison Baver         | 55,689   |
| 8     | GBR  | Sarah Lindsay         | 46,060   |

Qualifikation: 12. Februar 2006, 20:15 Uhr 

Viertelfinale: 15. Februar 2006, 19:30 Uhr 

Halbfinale: 15. Februar 2006, 20:44 Uhr 

Finale: 15. Februar 2006, 21:38 Uhr
28 Teilnehmerinnen aus 17 Ländern, davon 24 in der Wertung.

### 1000 m
| Platz | Land | Sportlerin      | Zeit (min) |
| ----- | ---- | --------------- | ---------- |
| 1     | KOR  | Jin Sun-yu      | 1:32,859   |
| 2     | CHN  | Wang Meng       | 1:33,079   |
| 3     | CHN  | Yang Yang (A)   | 1:33,937   |
| 4     | CAN  | Tania Vicent    | 1:34,099   |
| 5     | CAN  | Amanda Overland | 1:34,191   |
| 6     | ITA  | Arianna Fontana | 1:34,269   |
| 7     | GER  | Yvonne Kunze    | 1:34,789   |
| 8     | USA  | Hyo-Jung Kim    | 1:34,164   |

Vorläufe: 22. Februar 2006, 19:30 Uhr 

Viertelfinale: 25. Februar 19:44 Uhr 

Halbfinale: 25. Februar 2006, 20:22 Uhr 

Finale: 25. Februar 2006, 20:53 Uhr
29 Teilnehmerinnen aus 22 Ländern, davon 22 in der Wertung.

### 1500 m
| Platz | Land | Sportlerin        | Zeit (min) |
| ----- | ---- | ----------------- | ---------- |
| 1     | KOR  | Jin Sun-yu        | 2:23,494   |
| 2     | KOR  | Choi Eun-kyung    | 2:24,069   |
| 3     | CHN  | Wang Meng         | 2:24,469   |
| 4     | HUN  | Erika Huszár      | 2:25,405   |
| 5     | CAN  | Amanda Overland   | 2:26,495   |
| 6     | BGR  | Ewgenija Radanowa | 2:29,314   |
| 7     | JPN  | Yuka Kamino       | 2:29,540   |
| 8     | USA  | Hyo-Jung Kim      | 2:29,978   |

Datum: 18. Februar 2006, 19:30 Uhr (Vorläufe), 20:46 Uhr (Halbfinale), 21:39 Uhr (Finale)
30 Teilnehmerinnen aus 20 Ländern, davon 27 in der Wertung.

### 3000 m Staffel
| Platz | Land | Sportlerinnen                                                     | Zeit (min) |
| ----- | ---- | ----------------------------------------------------------------- | ---------- |
| 1     | KOR  | Byun Chun-sa Choi Eun-kyung Jeon Da-hye Jin Sun-yu                | 4:17,040   |
| 2     | CAN  | Alanna Kraus Anouk Leblanc-Boucher Kalyna Roberge Tania Vicent    | 4:17,336   |
| 3     | ITA  | Marta Capurso Arianna Fontana Katia Zini Mara Zini                | 4:20,030   |
| 4     | USA  | Allison Baver Kimberly Derrick Caroline Hallisey Hyo-Jung Kim     | 4:18,740   |
| 5     | FRA  | Stéphanie Bouvier Choi Min-kyung Myrtille Gollin Céline Lecompère | 4:18,971   |
| 6     | GER  | Aika Klein Yvonne Kunze Christin Priebst Susanne Rudolph          | 4:24,896   |
| 7     | JPN  | Yuka Kamino Mika Ozawa Chikage Tanaka Nobuko Yamada               | 4:35,096   |
|       | CHN  | Cheng Xiaolei Fu Tianyu Wang Meng Yang Yang (A) Zhu Mile          | DSQ        |

Datum: 12. Februar 2006, 21:24 Uhr (Halbfinale), 22. Februar 2006, 20:56 Uhr (Finale)
Acht Teams am Start, sieben in der Wertung.